# Simen Kvarstad
Simen Kvarstad (* 23. März 2000 in Trondheim) ist ein norwegischer Skispringer, der zuvor als Nordischer Kombinierer aktiv war.

## Werdegang
Kvarstad, der für Byåsen IL startet, gab sein internationales Debüt am 9. Februar 2016 beim Youth-Cup-Wettbewerb in seiner Geburtsstadt Trondheim. Rund elf Monate später startete er erstmals im Continental Cup, verpasste jedoch die Punkteränge. Diese erreichte er zum ersten Mal im Januar 2018 in Klingenthal, als er den Sprint von der Großschanze auf dem 27. Platz abschloss. Wenige Wochen später nahm er an den Junioren-Weltmeisterschaften 2018 in Kandersteg teil. Dabei gewann er gemeinsam mit Jens Lurås Oftebro, Andreas Skoglund und Einar Lurås Oftebro die Bronzemedaille im Teamwettbewerb. Darüber hinaus wurde er für den Sprint nominiert, bei dem er Sechzehnter wurde. Zum Saisonabschluss gewann er bei den Norwegischen Meisterschaften 2018 gemeinsam mit Espen Bjørnstad die Bronzemedaille im Teamsprint.
Zwar wurde Kvarstad bei seinem Debüt im Grand Prix 2018 disqualifiziert, doch erreichte er tags darauf mit dem 22. Platz problemlos die Punkteränge. In der Continental-Cup-Saison 2018/19 war Kvarstad regelmäßig Teil des norwegischen Teams und konnte dabei zweimal unter die besten Zehn vorstoßen. Bei den Junioren-Weltmeisterschaften 2019 in Lahti belegte er im Sprint den siebten sowie im Gundersen-Einzel den 21. Platz. Beim Teamwettbewerb wurde er nicht eingesetzt. Die Saison schloss er auf dem 29. Platz der Continental-Cup-Gesamtwertung ab.

## Statistik

### Grand-Prix-Platzierungen
| Saison | Platz | Punkte |
| ------ | ----- | ------ |
| 2018   | 53.   | 009    |
| 2019   | 69.   | 003    |

### Continental-Cup-Platzierungen
| Saison  | Platz | Punkte |
| ------- | ----- | ------ |
| 2017/18 | 93.   | 013    |
| 2018/19 | 29.   | 145    |